# Імператриця (телесеріал)
«Імператриця» (нім. Die Kaiserin, англ. The Empress) — історичний романтичний драматичний телесеріал від потокової платформи Netflix. Прем'єра першого сезону відбулася 29 вересня 2022 року.

## Синопсис
Гелен та Єлизавета вирушають на зустріч з імператором Австро-Угорщини Францом Йосифом, який повинен освідчитись Гелен. Однак під час балу він дивує всіх несподіваним рішенням.

## Актори та персонажі
| Актор           | Роль                     |
| --------------- | ------------------------ |
| Деврім Лінгнау  | Елізабет фон Віттельсбах |
| Філіп Фруасан   | Франц Йосиф              |
| Свенья Юнг      | Луїза                    |
| Рауанд Талеб    | Тео                      |
| Алміла Багрячік | Леонтіна фон Апафі       |
| Меліка Форутан  | Софія                    |

## Український Дубляж
- Студія: Постмодерн
- Режисер дубляжу: Євгеній Сардаров (сезон 1), Світлана Шекера (сезон 2)
- Перекладач: Катерина Соснюк (сезон 1), Юлія Євсюкова (сезон 2)
- Спеціалісти з адаптації: Катерина Соснюк (сезон 1), Ганна Альзоба (сезон 1), Чайка Катерина (сезон 2)
- Звукооператор: Сергій Александров (сезон 1), Назар Куцевич (сезон 2)
- Спеціаліст зі зведення звуку: Сергій Александров (сезон 1), Софія Багмут (сезон 2)
- Менеджер проекту: Анастасія Дишкант (сезон 1), Ілля Карачев (сезон 2)

Ролі дублювали:
- Єлизавета — Вікторія Бакун
- Франц — Володимир Гурін
- Софія — Наталія Романько-Кисельова
- Максі / Максіміліан — Руслан Драпалюк (сезон 1), Максим Самчик (сезон 2)
- Леонтина — Оксана Гринько (сезон 1), Людмила Петриченко (сезон 2)
- Естергазі — Олена Узлюк
- Людовіка — Світлана Шекера
- Амалія — Анастасія Павленко
- Гелена — Єлизавета Зіновенко
- Олександр — Віталій Ізмалков
- Луїза — Дарина Муращенко
- Шарлотта — Анна Павленко
- Еґон — Юрій Сосков
- Фон Бах — Дмитро Терещук
- Буол — Роман Чорний
- Герцог Максиміліан, Іван — Петро Сова
- Тео — Євгеній Сардаров (сезон 1), Ярослав Шахторін (сезон 2)
- Раушер — Сергій Солопай
- Ґустав — Андрій Твердак
- Карл — Олександр Завальський
- Луцівуці — Алекс Степаненко (сезон 1), Ілля Локтіонов (сезон 2)
- Кемпен — Михайло Кришталь
- Марія (сезон 1) — Катерина Брайковська
- Марія Бельгійська (сезон 2) — Марина Локтіонова
- Ельза — Ольга Радчук
- Де Буркені — Олег Стальчук
- Геді — Єсєнія Селезньова
- Сімон фон Сіна — Олександр Погребняк
- Наполеон — Михайло Войчук
- Марґарета — Вікторія Білан
- Мімі — Галина Дубок
- Барон Вінсент — Михайло Пулянський
- Доктор Фріч — Юрій Кудрявець
- Пауліна — Єлизавета Мастаєва
- Фріда — Майя Ведернікова
- Джино — Євген Ламах
- Доктор Зеебурґер — Олексій Сафін
- Ґрюнне — Дмитро Вікулов
- Джулія — Анна Артем'єва

Додатковий акторський склад (сезон 1): Ангеліна Самчик, Кристина Вижу, Ілона Бойко, Бабенков В'ячеслав, Артур Проценко, Аліна Проценко, Марія Яценко, Валерія Антонова, Курилко Вадим, Роман Солошенко, Вікторія Хмельницька, В'ячеслав Дудко, Андрій Соболєв, Дмитро Сова, Роман Молодій, Сергій Александров
Додатковий акторський склад (сезон 2): Аліна Проценко, Едуард Кіхтенко, Вікторія Тишкевич, Вікторія Мотрук, Богдан-Гордій Бенюк, Юрій Кухаренко, Марія Яценко, В'ячеслав Дудко

## Сезони

### Сезон 1 (2022)
| Сезон | Епізоди | Епізоди | Оригінальний показ | Оригінальний показ | Оригінальний показ |
| Сезон | Епізоди | Епізоди | Перший показ       | Останній показ     | Мережа             |
| ----- | ------- | ------- | ------------------ | ------------------ | ------------------ |
| 1     | 6       | 6       | 29 вересня 2022    | 29 вересня 2022    | Netflix            |

### Сезон 2 (2024)
| Сезон | Епізоди | Епізоди | Оригінальний показ | Оригінальний показ | Оригінальний показ |
| Сезон | Епізоди | Епізоди | Перший показ       | Останній показ     | Мережа             |
| ----- | ------- | ------- | ------------------ | ------------------ | ------------------ |
| 1     | 6       | 6       | 22 листопада 2024  | 24 листопада 2024  | Netflix            |

| № | # | Назва                           | Режисер                      | Сценарист                                    | Перший ефір у США |
| --- | - | ------------------------------- | ---------------------------- | -------------------------------------------- | ----------------- |
| 1 | 1 | «Місце у світі» «-»             | Флоріан Коссен, Катрін Геббе | Каті Іссен, Бернд Ланге, Жанна Марія Нандзік | 29 вересня 2022   |
| Гелен і Єлизавета вирушають на зустріч з імператором Францом, який повинен освідчитись Гелен. Але під час балу він дивує всіх несподіваним рішенням.             |   |                                 |                              |                                              |                   |
| 2 | 2 | «Прибуття» «-»                  | Флоріан Коссен, Катрін Геббе | Каті Іссен, Бернд Ланге, Жанна Марія Нандзік | 29 вересня 2022   |
| Єлизавета прибуває до Відня на своє весілля. Невдовзі вона стикається з придворними інтригами, доки Франц намагається захистити свою країну від війни.           |   |                                 |                              |                                              |                   |
| 3 | 3 | «Весілля» «-»                   | Флоріан Коссен, Катрін Геббе | Каті Іссен, Бернд Ланге, Жанна Марія Нандзік | 29 вересня 2022   |
| Єлизавета одружується з Францом і королівська родина відчуває, що її популярність лише зростає. Колишній коханець Софії відвідує весілля та розкриває секрет.    |   |                                 |                              |                                              |                   |
| 4 | 4 | «Полювання» «-»                 | Флоріан Коссен, Катрін Геббе | Каті Іссен, Бернд Ланге, Жанна Марія Нандзік | 29 вересня 2022   |
| Софія та рада наполягають на військових діях, але Франц не погоджується. Єлизавета засмучує царевича, що призводить до серйозних політичних наслідків.           |   |                                 |                              |                                              |                   |
| 5 | 5 | «Взуття» «-»                    | Флоріан Коссен, Катрін Геббе | Каті Іссен, Бернд Ланге, Жанна Марія Нандзік | 29 вересня 2022   |
| Максиміліан збирає союзників для втілення підступного плану. Благий вчинок Єлизавети має зворотний ефект і приносить їй дружбу з ненадійною служницею Леонтиною. |   |                                 |                              |                                              |                   |
| 6 | 6 | «Бог, який дав нам свободу» «-» | Флоріан Коссен, Катрін Геббе | Каті Іссен, Бернд Ланге, Жанна Марія Нандзік | 29 вересня 2022   |
| Єлизавета весело проводить час із Максиміліаном, тоді як Франц відчайдушно прагне налагодити з нею стосунки. Леонтина опиняється в небезпечній ситуації.         |   |                                 |                              |                                              |                   |

## Нагороди
| Рік  | Премія                  | Категорія                    | Номінант    | Результат |
| ---- | ----------------------- | ---------------------------- | ----------- | --------- |
| 2023 | Emmy Internacional 2023 | Найкращий драматичний серіал | Імператриця | Перемога  |

## Навколо серіалу
У першій серії другого сезону звучить українська народна пісня «Сонце низенько, вечір близенько», відома як арія Петра з опери «Наталка Полтавка» Миколи Лисенка (1819). Пісню виконує група дівчат, які, за сюжетом, присутні у складі делегації з Буковини, що прибула на зустріч з новою імператрицею Єлизаветою Баварською.